# Inara Luigas
Inara Luigas (ur. 13 stycznia 1959 w Wierch-Krasnojarce w Obwodzie nowosybirskim) – estońska polityczka, parlamentarzystka krajowa.
W 1978 ukończyła technikum rolnicze w Väimela. Naukę kontynuowała na Estońskim Uniwersytecie Przyrodniczym, który ukończyła w 1990. W 1997 wstąpiła do Estońskiej Partii Centrum. W wyborach w 2006 uzyskała mandat posłanki do Riigikogu X kadencji, a w kolejnych wyborach także do Riigikogu XI, XII i XIII kadencji. W 2013 wstąpiła do Partii Socjaldemokratycznej. W latach 2015–2016 pełniła funkcję sekretarz generalnej tej partii.
W 2002 pełniła funkcję ceremonialnej przedstawicielki Peko.